# Cártel de los Soles
El Cártel de los Soles es una organización criminal y terrorista encabezada por miembros del gobierno  venezolano desde la década de los años 1990, según algunos medios de comunicación,cuyo objetivo es el tráfico principalmente de cocaína, contrabando de combustible, control de la actividad minera ilegal en varios estados de Venezuela, con participación directa en la extracción y contrabando de oro, coltán, piedras preciosas y otros minerales.
Según la periodista Claudia Gurisatti, el Cártel de los Soles es la estructura criminal más grande del mundo y tiene como jefes a Nicolás Maduro y Diosdado Cabello. Desde marzo de 2020, el departamento de Justicia de Estados Unidos emitió un comunicado formal en donde sitúa como líder del Cártel de los Soles a Nicolás Maduro y Diosdado Cabello, ofreciendo recompensa por información que permita su captura y judicialización.
El gobierno venezolano ha negado las acusaciones expuestas sobre narcotráfico. El diputado del partido de gobierno, Pedro Carreño, ha desestimado la existencia de dicha organización, declarando que se habla del Cartel de los Soles «para satanizar a nuestra Fuerza Armada Nacional Bolivariana», y aseguró que «el informe de Naciones Unidas del año 2007 en la lucha contra el narcotráfico» menciona que Venezuela es un país libre de cultivos ilícitos.
El 7 de agosto de 2025, el gobierno de Estados Unidos designó a la organización criminal como grupo terrorista y el presidente estadounidense Donald Trump ordenó a las Fuerzas Armadas de su país a actuar contra los carteles de la droga de América Latina que han sido designados como «organizaciones terroristas», incluyendo al Cartel de los Soles.

## Historia

### Origen
El término Cártel de los Soles habría sido utilizado por primera vez en 1993, y la organización se compone principalmente por altos oficiales militares que están estrechamente vinculados al crimen organizado internacional.
 De acuerdo a Insight Crimes, el término “Cartel de los Soles” se usó  cuando dos generales de la Guardia Nacional, el jefe de la unidad antinarcóticos Ramón Guillén Dávila y su sucesor Orlando Hernández Villegas, fueron investigados por narcotráfico y otros delitos conexos, en su calidad de comandantes de brigada, cada uno usaba un sol como insignia en sus charreteras, lo que dio origen al nombre de “Cartel del Sol”.
Más tarde, cuando se iniciaron las investigaciones, se determinó la participación de generales de división de la Guardia Nacional en delitos de narcotráfico, convirtiéndose de esta manera en el Cártel de los Soles, ya que los generales de división poseen dos soles como emblemas.
En un principio la actividad de las Fuerzas Armadas Venezolanas en torno al narcotráfico consistía en aceptar sobornos y mirar hacia otro lado mientras los traficantes movían su mercancía. Los militares no tenían conexiones directas con proveedores y en gran parte no movían ni almacenaban cocaína ellos mismos.

### Gobierno bolivariano
Según el periodista Héctor Landaeta, el fenómeno empezó cuando el narcotráfico introdujo cocaína a Venezuela utilizando unidades militares corruptas ubicadas en la zona fronteriza con Colombia. Funcionarios del gobierno de Nicolás Maduro, entre ellos los vinculados, han negado la existencia de dicho cartel organizado. McDermott, codirector y cofundador de Insight Crime, describe que «la diferencia en Venezuela comparado con México y Colombia es que dentro de Venezuela un buen porcentaje del negocio está manejado por dentro del Estado».
Según la revista canadiense Vice News y Emili J. Blasco, crítico del gobierno bolivariano en su libro Bumerán Chávez, el gobierno del presidente Hugo Chávez «expandió la corrupción a niveles sin precedentes» corrompiendo al Ministerio Público, al sistema judicial y a las fuerzas armadas, «donde habría llegado a salir el 90% de la producción de cocaína colombiana hacia Estados Unidos y a Europa», y a través del Plan Bolívar 2000, habría otorgado a militares millones de dólares para subsidiar programas sociales sin ningún control y que posteriormente desaparecieron. También habría otorgado inmunidad legal a oficiales implicados en narcotráfico para mantener el poder y su lealtad. Cuándo Chávez expulsó de Venezuela a la Administración para el Control de Drogas (DEA, por sus siglas en inglés) en 2005, Venezuela comenzó a ser una ruta más atractiva para el comercio internacional de drogas. De acuerdo a fuentes de inteligencia colombiana, un vigilante de drogas arrestado declaró que «personal con altos cargos en la seguridad del presidente Hugo Chávez se encargaban de arreglar el traslado de cargamentos de drogas en barcos que circulaban a través de rutas por Venezuela». También se ha alegado que la Guardia Nacional había trabajado con la guerrilla colombiana de las Fuerzas Armadas Revolucionarias de Colombia - Ejército del Pueblo (FARC-EP) en el tráfico de drogas. Oficiales británicos declararon que aviones de Colombia con drogas fueron custodiados desde bases de la Fuerza Armada Venezolana.
Durante la mitad de la primera década del año 2000, elementos de la Guardia Nacional y otras ramas del ejército se hicieron mucho más activos en el tráfico de drogas. Células dentro de las fuerzas de seguridad comenzaron a comprar, almacenar, transportar y vender cocaína, mientras que anteriormente su labor principal era extorsionar a los narcotraficantes que movían cargamentos de cocaína.
Tres acontecimientos significativos contribuyeron al auge del crimen organizado en Venezuela. En primer lugar, Colombia firmó el multimillonario Plan Colombia de seguridad con Estados Unidos, lo que permitió que la Fuerza Pública de Colombia presionaran a los grupos guerrilleros de las Fuerzas Armadas Revolucionarias de Colombia (FARC-EP) y el Ejército de Liberación Nacional (ELN) como nunca antes. Esta presión militar obligó a los guerrilleros a mover sus operaciones a los estados fronterizos de Venezuela que eran poco vigilados.
Luego, en 2002 ocurrieron dos hechos claves, uno tras otro. El primero fue el final de los diálogos de paz entre las FARC-EP y el gobierno del presidente Andrés Pastrana, con lo cual la guerrilla perdió su zona de distensión territorio cocalero en el sur de Colombia, viéndose obligada a buscar otros refugios. El segundo fue el intento de golpe de Estado que removió temporalmente al presidente Hugo Chávez del poder. Esto llevó a Chávez a centrar gran parte de su energía en la identificación y sanción de los golpistas, mientras lideraba otras intensas batallas políticas, como la huelga petrolera de 2002-2003.
Las consecuencias del golpe llevaron al gobierno de Chávez a reforzar su círculo de confianza, lo cual también significó que muchas posiciones influyentes en el gobierno o las oportunidades lucrativas de contratos les fueron otorgadas a militares leales. Se dio la sensación de que el gobierno asumió una posición de régimen pretoriano, con militares retirados o en servicio ocupando cargos importantes en estamentos del Estado.
Chávez también estableció áreas de operaciones militares a lo largo de la frontera, invocando el temor a una invasión estadounidense desde la frontera con Colombia. Se cree que fue en ese momento cuando efectivos, tanto del ejército como de la Guardia Nacional, se corrompieron por el dinero del narcotráfico.

#### FARC-EP
Desde finales de la década de los 90, en pleno fervor del proceso de paz en el Caguán, las FARC-EP venían utilizando el territorio venezolano como trampolín para los envíos de droga a Europa y los Estados Unidos. 
El Instituto Internacional para Estudios Estratégicos (IISS, en sus siglas en inglés) acusó al gobierno de Chávez de financiar la oficina de las FARC-EP en Caracas otorgándole servicios de inteligencia. Diplomáticos venezolanos denunciaron las investigaciones realizadas por el IISS, afirmando que tuvieron «inexactitudes básicas». En 2007, las autoridades colombianas denunciaron que, a través de ordenadores portátiles que habían sido incautados durante una redada realizada contra Raúl Reyes, encontraron documentos que demuestran que Hugo Chávez ofreció pagos de más de $300 millones a las FARC-EP para crear «lazos financieros y políticos respaldados durante años» y documentos que muestran a rebeldes de las FARC-EP solicitando asistencia venezolana para la adquisición de misiles tierra-aire, demostrando además que Chávez realizó encuentros personales con estos líderes rebeldes. Según Interpol, los archivos encontrados por las fuerzas militares de Colombia fueron considerados como auténticos. En 2008, el Departamento del Tesoro de Estados Unidos acusó a dos oficiales de alto rango del gobierno venezolano y un exoficial de proporcionar asistencia material para operaciones de narcotráfico, llevadas a cabo por el grupo guerrillero de las FARC-EP en Colombia.

#### Incidentes
A mediados de 2017 la Oficina de Control de Activos Extranjeros (OFAC por sus iniciales en inglés), del Departamento del Tesoro de Estados Unidos, ha sancionado a 13 funcionarios y exfuncionarios venezolanos por “socavar la democracia” en su país, entre ellos varios políticos importantes, como Néstor Reverol, ministro del Poder Popular para Relaciones Interiores y Justicia, y antiguo zar antidrogas y excomandante general de la Guardia Nacional Bolivariana; e Iris Varela, miembro de la Comisión Presidencial de Venezuela para la Asamblea Nacional Constituyente y exministra de Servicios Penitenciarios.
En septiembre de 2013, un incidente enlazado al Cartel de los Soles implicó a personal de la Guardia Nacional Venezolana, quién colocó 31 maletas que contenían 1,3 toneladas de cocaína en un vuelo a París. Autoridades francesas quedaron atónitas debido a que fue la mayor incautación de cocaína registrada en la Francia continental. El 15 de febrero de 2014, un comandante de la Guardia Nacional fue detenido y arrestado mientras conducía a Valencia con su familia, transportando 554 kilos de cocaína. El 11 de noviembre de 2015, agentes de la DEA arrestaron a dos parientes, un hijo adoptado y un sobrino, de la primera dama Cilia Flores mientras intentaban introducir 800 kilogramos de cocaína procedente de Venezuela a los Estados Unidos. Una fuente de la DEA declaró extraoficialmente que no hay forma alguna de que tal cantidad enorme de cocaína pasara a través de Venezuela sin niveles altos de corrupción en el gobierno.

### Sancionados
Los expedientes en las cortes federales de los Estados Unidos sobre ciudadanos ligados al gobierno de Venezuela acusados de operar en el negocio del narcotráfico se han incrementado de manera paulatina. Gracias a la información suministrada por otros individuos que han decidido colaborar con la justicia norteamericana (ofreciendo datos sobre rutas de la drogas, personajes, montos y otros elementos del crimen), el gobierno estadounidense ha logrado reunir una serie de datos que le han permitido incluir dentro de la lista de sancionados del Departamento del Tesoro a funcionarios de alto nivel del gobierno de Venezuela; entre ellos, al vicepresidente Tareck El Aissami. 
La administración de Trump acusó al vicepresidente de Venezuela de haber mantenido vínculos con una variedad de personajes y protagonistas clave del terrorismo y el narcotráfico. Las sanciones han congelado los activos de El Aissami y su testaferro, Samark López, en Estados Unidos los cuales, según voceros oficiales, superan los 500 millones de dólares. Una pelea en la que el acorralamiento a los agentes de la administración de Venezuela dedicados al crimen organizado es vital. Para José Ferrer, la decisión de Maduro de brindar protección y blindar a los sancionados por la OFAC busca asegurar la lealtad de dichos funcionarios a la llamada revolución bolivariana.
El 22 de enero de 2025, José Antonio Colina, presidente de la Organización de Venezolanos Perseguidos Políticos en el Exilio Veppex, solicito ante el presidente de Estados Unidos Donald J Trump se incluyera como organización terrorista al Cartel de los Soles por su vinculación con los carteles de la droga mexicanos.

## Narcoestado
En el mes de marzo de 2017 se presentó, ante el Comité de Relaciones Exteriores del Senado de los Estados Unidos, un testimonio que confirmó las conexiones venezolanas con la industria del narcotráfico mundial. En ese momento, la experta del Consejo de Relaciones Exteriores (CFR), Shannon O'Neil, dijo que «en términos de seguridad, la voluntad de Venezuela de permitir a los narcotraficantes, redes de delincuencia organizada, terroristas potenciales y otros actores nefastos dentro de sus fronteras, afecta también a la seguridad nacional de los Estados Unidos». Los informes elaborados por CFR muestran que las bandas criminales de Colombia (BACRIM), las disidencias de las FARC-EP (que no aceptaron los Acuerdos de paz entre el gobierno colombiano y las FARC-EP) y el Ejército de Liberación Nacional (ELN) operan en el país, al igual que los cárteles de Sinaloa y Los Zetas de México; este último, desaparecido en 2018 pero con una facción sobreviviente llamada Cartel del Noreste.
Sin duda alguna, dijo O'Neil «Venezuela se ha convertido en la ruta preferida de contrabando de drogas en Sudamérica, pues es la vía que usan los narcotraficantes para traer la cocaína a los Estados Unidos, a través de América Central y el Caribe Oriental, y a Europa, a través de África Occidental». 
Por otro lado, el informe anual del Departamento de Estado sobre estrategia para el control de narcótico dice que Venezuela se ha convertido en el centro de distribución más importante para el tráfico de drogas en América. Expertos han señalado que se ha establecido que más de 200 toneladas de cocaína pasan por el país sudamericano cada año, lo cual representa el 40 por ciento del consumo mundial.

### Vínculos con el narcotráfico

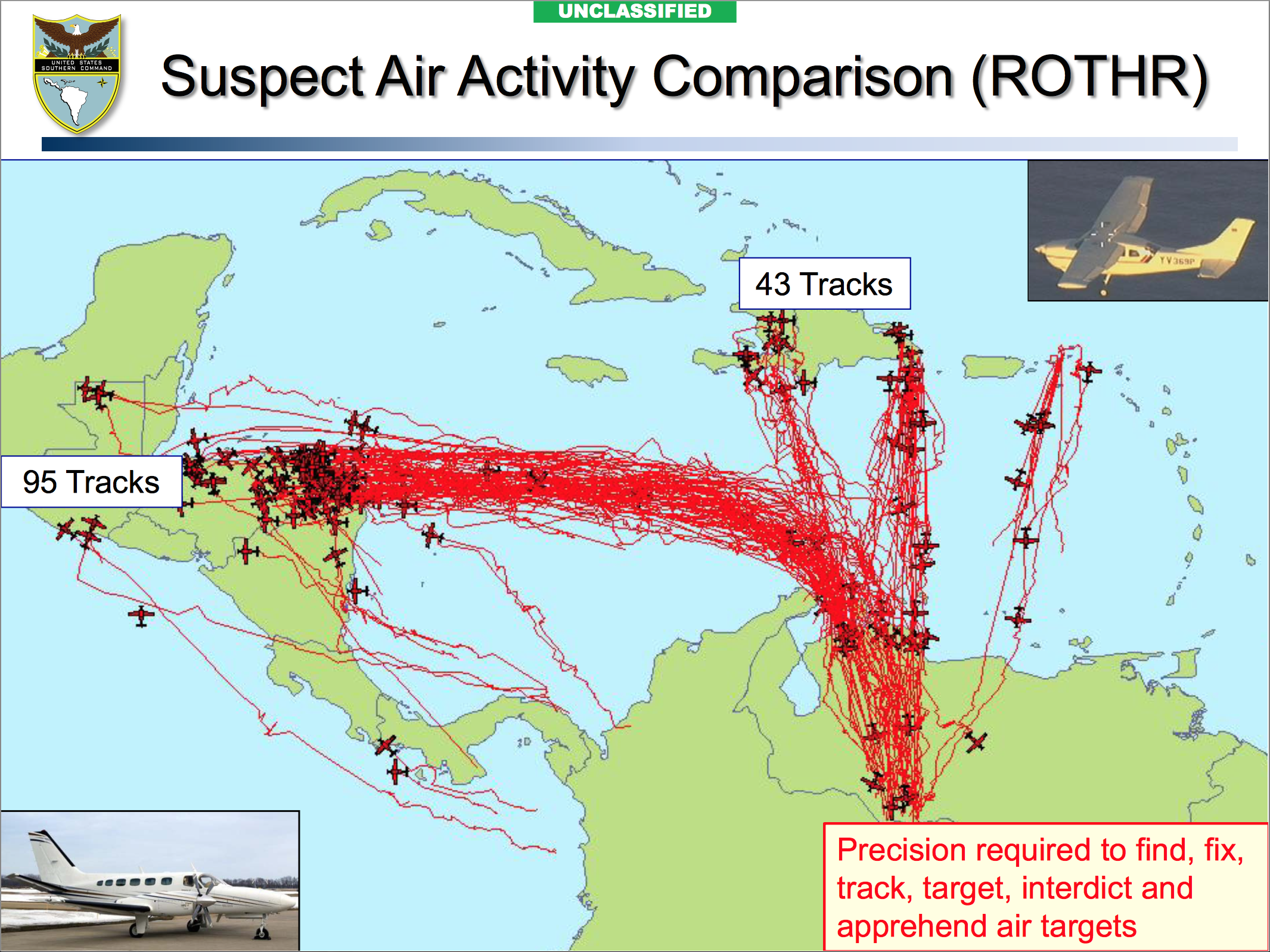
Actividad aérea de sospechosos de narcotráfico principalmente desde Venezuela rastreados por el Comando Sur de Estados Unidos mostrando varios vuelos de droga hacia Haití.

Las evidencias recogidas por las agencias federales estadounidenses revelan que existen vínculos del gobierno venezolano con el narcotráfico. Un caso que ha dejado ver tales relaciones de alto nivel entre los cárteles de la droga y el gobierno de Nicolás Maduro, es el que tiene que ver con los sobrinos de la pareja presidencial venezolana, Efraín Antonio Campo Flores y Franqui Francisco Flores de Freitas, ambos declarados culpables por un jurado en Nueva York, de conspirar para traficar 800 kilos de cocaína de alta pureza desde Venezuela a los Estados Unidos, vía Honduras.
Asimismo, el general Néstor Reverol, actual ministro de Interior y Justicia de Venezuela y exjefe de la Oficina Nacional Antidrogas (ONA) de la nación suramericana, fue acusado en Estados Unidos en agosto de 2016 por cargos de tráfico de cocaína, junto con el exsubdirector del mismo ente, Edilberto Molina Molina. La lista de funcionarios implicados en el narcotráfico incluye otro exministro de Interior y Justicia, dos altos oficiales de inteligencia y uno de rango medio que actualmente es juzgado en los tribunales estadounidenses, un piloto que fue militar y servía a la primera dama de Venezuela, Cilia Flores, y otros que tuvieron vinculaciones con los gobiernos de Hugo Chávez y Nicolás Maduro.
Por su parte Henry Rangel Silva, gobernador del estado Trujillo. El 12 de septiembre de 2008, el Departamento del Tesoro de Estados Unidos ordenó congelar cualquier cuenta bancaria o bienes que dicho ciudadano pudiese tener en jurisdicción estadounidense, bajo el argumento de existir evidencias de que el militar había apoyado materialmente a las FARC-EP en sus actividades de narcotráfico.
En agosto de 2009, el diario The New York Times publicó un artículo citando una supuesta carta interceptada al guerrillero de las FARC-EP, alias Iván Márquez, donde discutía un plan de compra de armas a funcionarios venezolanos, y donde se mencionaba al general Henry Rangel Silva y al exministro Ramón Rodríguez Chacín. De acuerdo con ese artículo, Rangel Silva suministraría documentos de identidad a guerrilleros colombianos para que recibiesen las armas en territorio venezolano.
Actualmente continúa en pie la colaboración las disidencias de las FARC-EP y el ELN con el chavismo, tal como demuestran las recientes declaraciones de Nicolás Maduro, invitando a alias Iván Márquez y a alias Jesús Santrich a refugiarse en Venezuela, para protegerlos mientras amenazan con atacar Colombia. Pero a juicio del gobierno de Estados Unidos, las implicaciones de Venezuela con el crimen organizado no se limitan únicamente al tráfico de cocaína y a la violencia que se genera y cobra vidas en la frontera sur, sino que el caso del incremento del narcotráfico en el país, bajo la tutela de Nicolás Maduro, incluye una enorme actividad de lavado de dinero de origen ilícito, que compromete la integridad del sistema financiero estadounidense.

## Organización
Según InSightCrime, existen grupos delincuenciales relacionados con este cartel dentro de las ramas de las Fuerzas Armadas de Venezuela como el Ejército, la Armada, la Aviación, y la Guardia Nacional; desde el más bajo nivel hasta los más altos niveles de rangos militares.

### Personal de nivel bajo
Al parecer, los rangos inferiores corruptos de la Guardia Nacional compiten por posiciones en los puestos de control fronterizos para obtener el pago de sobornos por el tráfico ilícito, aunque gran parte de estos van a sus superiores corruptos de puestos fronterizos. Los miembros de bajo nivel también ayudan a escoltar la droga desde la frontera de Colombia hacia el interior de Venezuela para que, de ahí, sean colocados en barcos a aguas internacionales.

### Personal de nivel superior
Los oficiales corruptos de alto rango del Cartel de los Soles han sido señalados de facilitar el paso y hasta de traficar la droga desde la frontera de Colombia hasta puertos del Mar Caribe, donde es escondida en barcos cargueros que cursan aguas internacionales hacia Europa o Estados Unidos. También usan lanchas rápidas para transportar la droga, haciendo primero escala en alguna isla del Caribe. Incluso, se presume que usan el Aeropuerto de Maiquetía en Caracas para exportar la droga escondida en los aviones comerciales y privados que salen al exterior.

## Miembros de alto rango acusados

### Diosdado Cabello
En enero de 2015, el exjefe de seguridad de Hugo Chávez y Diosdado Cabello, Leamsy Salazar, rindió declaraciones a la justicia estadounidense, en las cuales señaló a Cabello como el actual jefe del Cartel de los Soles. Salazar fue colocado en el Sistema de Protección a Testigos estadounidense tras huir a este país con ayuda de la DEA, después de brindar cooperación con la agencia estadounidense y declaraciones sobre la posible participación de Cabello en el comercio internacional de drogas.
Salazar declaró que escuchó a Cabello dar órdenes para transportar toneladas de cocaína. Según sus declaraciones, los cargamentos de drogas eran enviados desde Colombia por la antigua guerrilla de las FARC-EP (después de su desmovilización, los grupos de disidencias de las FARC-EP estarían asumiendo esta tarea), dándose la orden de transportar la droga por Venezuela hasta Estados Unidos y Europa, realizando posiblemente escala en Cuba. La operación internacional de drogas tendría probablemente implicados a miembros importantes del gobierno venezolano como Tarek El Aissami y José David Cabello, también le hizo un atentado al gobernador de monagas  hermano de Diosdado.
En mayo de 2018, Cabello y su familia son sancionados por el Departamento del Tesoro congelando sus activos en suelo estadounidense, acusándolos de lavado de activos, corrupción y narcotráfico. Pedro Luis Martín Olivares “Él es el hombre que maneja la logística del cartel, el que mueve la droga, para el sector que lidera Cabello”, afirmaron El Nuevo Herald fuentes familiarizadas con los manejos del grupo.
Cabello ha negado las vinculaciones con él y ha afirmado que «son infamias y calumnias a las que están sometidos los partidarios de la revolución venezolana, pero nuestra conciencia está totalmente tranquila.» Diosdado ha confirmado conocer al oficial de la Armada Leamsy Salazar, quien se asiló en Estados Unidos para dar declaraciones sobre el caso, aunque concluye que el problema es de Salazar.

### Hugo Carvajal
Hugo Carvajal habría sido un dirigente del Cartel de los Soles durante su estancia en las Fuerzas Armadas aprovechando su paso, por diez años, en la inteligencia militar venezolana, de los cuales pasó más de siete como Director Nacional de Inteligencia.
El 22 de julio de 2014 Hugo Carvajal, ya retirado de la vida militar, fue detenido en Aruba, luego de haber sido admitido con un pasaporte diplomático al ser nombrado Cónsul de Venezuela en la isla desde enero. El arresto se efectuó siguiendo una petición formal del gobierno de los Estados Unidos, el cual acusa a Carvajal de nexos con carteles del narcotráfico y con la entonces guerrilla colombiana de las FARC para traficar drogas. Cinco días después, Carvajal fue liberado luego que las autoridades holandesas manifestaran que poseía inmunidad diplomática; sin embargo, fue expulsado de la isla al considerarlo "Persona non grata".
El 12 de abril de 2019, Carvajal es capturado en España atendiendo un pedido de extradición de Estados Unidos, siendo imputado por haberse aprovechado de su cargo como director de inteligencia militar para realizar actividades relacionadas con narcotráfico y crimen organizado, decretándosele detención domiciliaria mientras la justicia española estudiaba su extradición.
Sin embargo, luego de ser aprobada su extradición a Estados Unidos, se fugó de su sitio de residencia en noviembre de 2019y fue recapturado el 9 de septiembre de 2021 en Madrid por la Policía Nacional de España, posteriormente fue extraditado a los Estados Unidos en 2023.

### Carlos Orense Azócar
Carlos Eduardo Orense Azócar de 69 años, supuestamente fue conectado con Tareck El Aissami cuando se desempeñaba como ministro del interior entre los años 2008 y 2012, alias “El Gordo”; propietario de una finca en Curiepe en Barlovento del estado Miranda, cuyo anterior propietario fue el difunto narco Gabriel Martínez Franco, alias “Frank”, asesinado en Medellín. 
Viene operando desde el 2003, antes trabajó como interventor de aduanas en el Aeropuerto Internacional de Maiquetía. También se sabe que administraba desde Curiepe cerca de un 40% de las 40 toneladas que envía mensualmente el cartel, señalado como uno de los principales operadores logísticos del Cartel de Los Soles y mantenía relación directa con la máxima cúpula de la organización criminal;
Toda esta estructura que lo ligaba a los servicios de inteligencia, le habría permitido a Carlos Orense Azócar, operar desde una oficina en la sede del Sebin ubicada en El Helicoide. Habría sido de esta manera como, presuntamente, trabajó con capos colombianos en el traslado de droga por vía terrestre al centro del territorio venezolano con protección del referido servicio de inteligencia y de la Guardia Nacional. 
Fue acusado por la muerte de quien era señalado como su socio, Carlos Ramón Cedeño, el hecho ocurrió el 20 de noviembre de 2011, en El Tigre, estado Anzoátegui, cuando en medio de una riña “El Gordo” mató a Cedeño y luego alegó defensa propia. “El Gordo”; refieren las investigaciones y también habría trabajado bajo las órdenes del exdirector de contrainteligencia de la vieja Disip, Pedro Luis Martín Olivares desde su posición como colaborador en las operaciones del cártel, habría ayudado a legitimar dinero de Tareck El Aissami en alianza con Samark López Bello, tenido como uno de sus testaferros, a través del exjefe de inteligencia financiera de la policía política venezolana, Pedro Luis Martín Olivares, y del general Hugo Carvajal. Mediante esta conexión, “El Gordo” también estrechó su vínculo con Walid Makled. Esta conexión con El Pollo Carvajal y Martín Olivares, le permitió a Carlos Orense Azócar manejar el envío de cocaína a República Dominicana a través de lanchas, así como el paso de la droga entre Colombia y Venezuela por aire y tierra. 
La finca “Los Garañones” en Guárico habría sido centro de despacho de por lo menos ocho cargamentos. “El Gordo” también está ligado a una empresa de energía con sede en Nueva York, la cual le permitió, de acuerdo a las investigaciones, obtener contratos de suministro para PDVSA y, al mismo tiempo, camuflar el dinero ilícito de las operaciones de narcotráfico entre 2004 y 2009.
Fue detenido en mayo de 2021 en  una pensión de Casalvieri, una localidad de la provincia de Frosinone, Italia, Orense Azócar fue extraditado en junio de 2022 atendiendo a un pedido del gobierno de EE. UU. formulado un año antes. 
Ahora espera su juicio el 27 de noviembre de 2023 en la Corte del Distrito Sur de Nueva York, será procesado por cuatro cargos de narcotráfico y posesión de armas. Se declaró inocente antes del juicio. La fiscalía presentó en noviembre dos testigo todos son de la tripulación del barco con droga detenido en el trayecto entre Venezuela a República Dominicana: 
- Romer José Boada González (venezolano) Convicto por narcotráfico actualmente detenido en Miami, cumple una sentencia de 135 meses
- Nervis Rafael Suárez (venezolano)
- Germán Arias Escobar (colombiano)

De acuerdo a los fiscales, Orense Azócar también trabajó estrechamente con un funcionario de alto rango de la Dirección de Servicios de Inteligencia y Prevención (DISIP) de Venezuela, que según las menciones es Pedro Luis Marín Olivares. Pedro Luis Martín Olivares “Él es el hombre que maneja la logística del cartel, el que mueve la droga, para el sector que lidera Diosdado Cabello”, afirmaron El Nuevo Herald fuentes familiarizadas con los manejos del grupo.

### Nicolás Maduro
El presidente de Venezuela, Nicolás Maduro, ha ascendido personalmente a altos cargos del Gobierno venezolano a personas acusadas de narcotráfico. En mayo de 2018, supuestamente recibió beneficios del narcotráfico de Diosdado Cabello. En 2020, la justicia estadounidense presentó acusaciones contra altos cargos del régimen venezolano, entre ellos Maduro, por liderar la Cártel de los Soles. 
La acusación dice que Maduro participó en negociaciones para asegurar envíos de varias toneladas de cocaína de las FARC a cambio de la entrega de dinero y armas al grupo guerrillero. La acusación añade que en 2024, Maduro supuestamente recibió 5 millones de dólares en beneficios del narcotráfico, además de estar implicado en una operación de blanqueo de dinero, y que Petróleos de Venezuela (PDVSA) fue utilizada para blanquear dinero procedente de la droga.

## Designación como organización terrorista

### Estados Unidos
El 25 de julio de 2025 el Departamento del Tesoro de Estados Unidos designó al Cartel de los Soles como una organización terrorista internacional, quien es dirigida por Nicolás Maduro por apoyar en sus operaciones al Tren de Aragua y al Cártel de Sinaloa.